# Beardmore Inflexible
Dimensions
Le Beardmore Inflexible est un avion trimoteur expérimental de l'entre-deux-guerres construit en Grande-Bretagne.

## Origine et développement

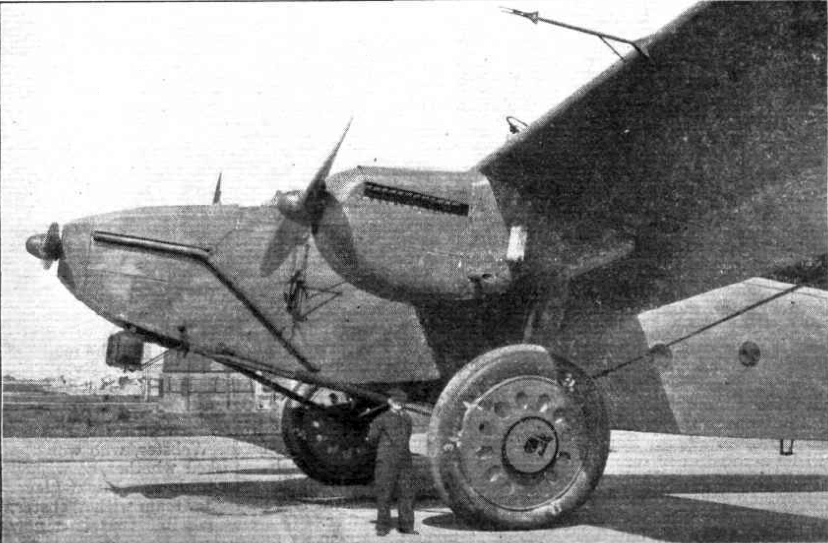
Beardmore Inflexible

William Beardmore & Co, Ltd ayant obtenu une licence Rohrbach concernant la construction métallique à revêtement travaillant, elle demanda à la firme allemande d’étudier un gros trimoteur de transport, qui prit en Allemagne la désignation Ro VI. W.S Shackleton utilisa les documents fournis par le constructeur allemand pour réaliser un trimoteur de bombardement destiné à la Royal Air Force.
Le Ministry of Supply finança la construction d’un prototype (Serial J7557) dont la construction fut lancée à Dalmuir en 1925 mais achevée seulement en 1927. Transporté par route à l’A&AEE de Martlesham Heath, il effectua son premier vol le 5 mars 1928. Quelques mois plus tard il participa au meeting annuel de la RAF à Hendon. Cet appareil, qui devait rester le plus gros avion terrestre construit en Grande-Bretagne avant la Seconde Guerre mondiale, était nettement sous motorisé avec ses trois moteurs Rolls-Royce Condor II de 650 ch. Construit hors de tout marché potentiel, il fut rapidement abandonné et démantelé à Martlesham Heath en 1930. Le fuselage fut utilisé pour étudier les problèmes de corrosion sur ce type de construction. Une des roues du train d'atterrissage a cependant été conservée, exposée de nos jours au Science Museum de Londres.